# Borislav (Bulgaria)
Borislav (búlgaro: Борисла̀в) es un pueblo de Bulgaria perteneciente al municipio de Pórdim de la provincia de Pleven.
Se ubica unos 10 km al sureste de la capital municipal Pórdim, en el límite con la provincia de Lovech.
La localidad, conocida hasta 1919 como Smardejcha (Смърдехча), es de origen tracio. Los búlgaros, que poblaron la localidad durante el Segundo Imperio búlgaro, tuvieron que huir a los montes Balcanes por una epidemia de peste tras la invasión otomana y la localidad pasó a ser un asentamiento étnicamente turco hasta el retorno de los búlgaros en el siglo XIX.

## Demografía
En 2011 tenía 183  habitantes, de los cuales el 76,5% eran étnicamente búlgaros y el 19,12% turcos.
En anteriores censos su población ha sido la siguiente:
| Gráfica de evolución demográfica de Borislav entre 1934 y 2011 |
|                                                                |